# Окко I том Брок

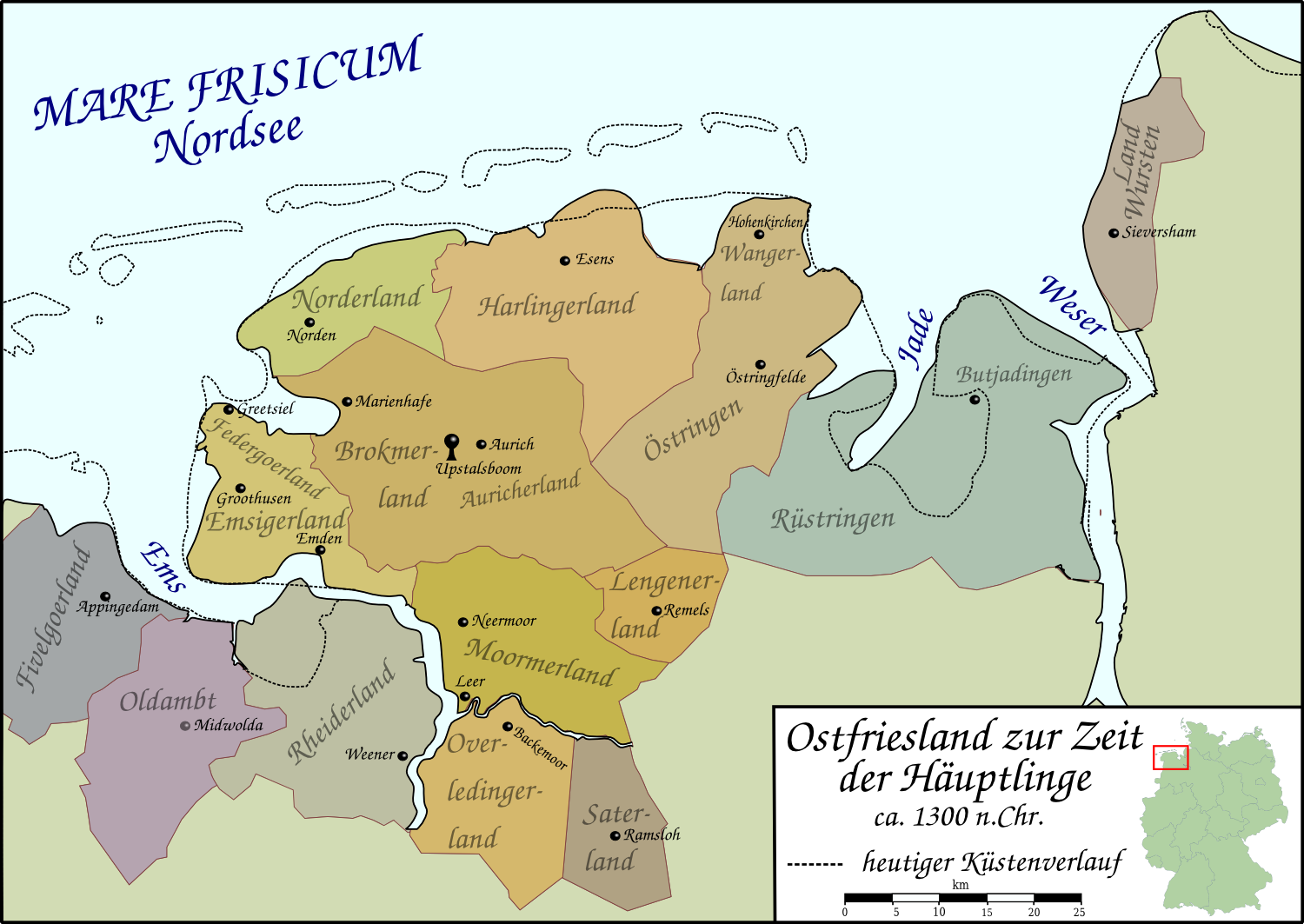
Восточная Фризия в период правления хофтлингов

Окко I том Брок (нем. Ocko I. tom Brok; ок. 1345 — 1391) — восточнофризский хофтлинг (вождь) Брокмерланда и Аурихерланда, преемник своего отца Кено I том Брока.

## Биография
Согласно преданию, он пребывал в Италии в 1370-х годах и был посвящён в рыцари королевой Неаполя Джованной I после завершения военной и придворной службы. Упоминают, что там он установил контакт с евреями с целью их поселения в Восточной Фризии, чтобы способствовать экономическому развитию региона. После смерти отца в 1376 году Окко в качестве его преемника вернулся на родину. В 1377 году он женился на дочери хофтлинга Фёлке Кампане, прозванной «Кваде Фёлке» (Злая Фёлке, от н.-нем. quade — злой) из-за её жестокости. В то время он правил только Нордерландом.
В 1379 году он завладел Эмсигерландом к северу от Эмдена, и, таким образом, вступил в войну со своим соседом Фолкмаром Алленой, хофтлингом Остерхузена, которого поддерживал клан Абдена, еще одна влиятельная семья хофтлингов в Восточной Фризии. Их конфликт перерос в открытую войну, закончившуюся победой Окко в битве при Лопперзуме. В его руки попали замки Фолкмара, и он завладел землями Харлингерланда и Аурихерланда. После этой войны он впервые объединил почти всю Восточную Фризию под своим суверенитетом. Впоследствии замок в Аурихе стал центром правления династии том Брок.
В 1381 году Окко I том Брок предложил баварскому герцогу Альбрехту, как графу Голландии, свои владения в качестве лена. В этом восточные фризы усмотрели попрание фризской свободы. В 1391 году Окко I был убит возле своего замка в Аурихе. Ему наследовал его сын Видцельд том Брок.

## Семья и потомки
Окко I том Брок был женат на Фёлке Кампане из Хинте. От этого брака происходят:
- Кено II том Брок (женат на Адде Идзинга из Нордена),
- Тетта том Брок (замужем за Зибрандом фон Локардом),
- Окка том Брок (замужем за Лютетом Аттеной из Дорнума и Нессе),
- Аилт том Брок (умер в детстве)[1].

Старшим, но незаконнорожденным сыном был Видцельд том Брок, сменивший своего отца после убийства на должности хофтлинга.